# 魔界行
魔界行(まかいこう)は、日本の伝奇小説家菊地秀行が著した長編伝奇アクション小説。

## 概要
主人公･南雲秋人の復讐行を描く三部作。
本三部作で菊地秀行はベストセラー作家となる。本作は菊地にとって初のアダルト向け作品となった(本来は「妖魔戦線」が第一作の予定だったが、出版社の都合で変更となった)。

## 刊行経緯
（）内は文庫版。
- 『魔界行 〈第１次復讐編〉（ノン・ノベル）』祥伝社、1985年3月。ISBN 4396201869。
（『魔界行 〈復讐編〉（ノン・ポシェット）』祥伝社、1992年7月。ISBN 4396322666。）
- 『魔界行 〈２〉殺戮編（ノン・ノベル）』祥伝社、1985年7月。ISBN 4396201893。
（『魔界行 〈殺戮編〉（ノン・ポシェット）』祥伝社、1992年8月。ISBN 439632278X。）
- 『魔界行 〈３〉淫獄編（ノン・ノベル）』祥伝社、1985年12月。ISBN 4396202008。
（『魔界行 〈淫獄編〉（ノン・ポシェット）』祥伝社、1992年10月。ISBN 4396322836。）
- 『魔界行 完全版（ノン・ノベル）』祥伝社、2005年8月。ISBN 4396208014。

## ストーリー
アメリカ合衆国のリトル東京にて花屋を営む南雲秋人は、妻子がマフィアによって惨殺されたのを転機として復讐鬼となった。向かった先は日本。標的は巨大暴力組織「瓜生組」――。凄絶な復讐行が始まった・・・・。